# Svendborg-Nyborg Banen
Svendborg-Nyborg Banen (SNB) var en jernbane mellem Svendborg og Nyborg på Østfyn 1897-1964. Den blev anlagt som privatbane og drevet af Sydfyenske Jernbaner (SFJ). Dette selskab blev overtaget af DSB i 1949, så SNB endte med at være statsbane.

## Historie
Banen var med i den store jernbanelov fra 1894. Koncessionen blev givet 22. december 1894, hvorefter anlægsarbejdet straks blev påbegyndt.
Banen havde fra starten sin egen station – Svendborg N eller Svendborg Lokalstation – lige over for DSB's Svendborg Station. I 1902 blev ekspeditionen flyttet til statsbanestationen på den anden side af skinnerne, og SNB's station blev ilgodsekspedition. Senere har Postvæsenet brugt den som pakkepostcentral. Banen havde også egen station i Nyborg – Nyborg Lokalstation, som efter DSB's overtagelse hed Nyborg Syd. Den blev også ekspeditionssted for DSB's bilfærge Heimdal, der i 1930 indledte sejlads med biler mellem Nyborg og Korsør.
I 1917-19 blev der anlagt en oliehavn på halvøen Avernakke syd for Nyborg. Hertil blev der lagt et sidespor fra SNB lidt syd for den nuværende vej Vænget.

## Strækningsdata
- Åbnet: 1. juni 1897
- Længde: 37,7 km
- Sporvidde: 1.435 mm
- Skinnevægt: 24,39 kg/m og opefter
- Maks. hastighed: 75 km/t
- Maks. akseltryk: 12 t
- Nedlagt: 30. maj 1964

## Standsningssteder
Alle stationer og holdepladser undtagen Holmdrup havde læssespor med sporskifte i begge ender og evt. stikspor. Skårup, Gudme, Hesselager og Frørup havde desuden et langt krydsningsspor.
- Svendborg N, fra 1902 Svendborg Station i km 0,0 – forbindelse med Svendborgbanen og Svendborg-Faaborg Banen.
- Christiansminde trinbræt i km 1,8.
- Holmdrup Holdeplads i km 4,8.
- Skårup Station i km 7,1 med privat pakhus og stikspor til enderampe.
- Vejstrup Station i km 9,7 med svinefold.
- Oure Station i km 11,4 med privat pakhus og svinefold.
- Gudme Station i km 15,1 med vandtårn og stikspor til svinefold.
- Hesselager Station i km 18,1 med stikspor til enderampe.
- Rygård Station i km 20,6. Lå 2 km øst for herregården i Langå, men kunne ikke hedde Langå Station, da det navn var optaget af det østjyske jernbaneknudepunkt.
- Glorup trinbræt i km 22,0.
- Øksendrup Station i km 23,9 med svinefold og to stikspor, det ene til enderampe.
- Frørup Station i km 26,1 med privat pakhus og stikspor til svinefold.
- Slude Holdeplads i km 28,2.
- Kogsbølle trinbræt i km 30,7.
- Bynkel Holdeplads i km 32,4.
- Nyborg Lokalstation, fra 1949 Nyborg Syd i km 36,9.
- Nyborg H i km 37,7 – forbindelse med den fynske hovedbane og Nyborg-Ringe-Faaborg Banen.

### Bevarede stationsbygninger
Stationsbygningerne blev tegnet af statsbanernes overarkitekt Heinrich Wenck. De er alle bevaret undtagen Skårup, der blev revet ned i 1960'erne, og Nyborg Syd, der begyndte at synke i den ene ende allerede inden den var færdig, og blev afløst af en moderne stationsbygning i 1934. Den var tegnet i funktionel stil med fladt tag af Sydfyenske Jernbaners baneingeniør A. Bagger. I 1965 blev den også revet ned.
- Svendborg: Frederiksgade 12
- Holmdrup: Holmdrup Huse 15
- Vejstrup: Jernbanevej 5
- Oure: Månevænget 8
- Gudme: Stationsvej 12
- Hesselager: Tjørnevej 9
- Rygård: Byvejen 17
- Øksendrup: Draget 1
- Frørup: Kildevænget 2
- Slude: Sludevej 3
- Bynkel: Blankenborgvej 20

## Strækninger hvor banetracéet er bevaret
11 km af banens tracé er bevaret og tilgængeligt. De længste strækninger er 4 km mellem Svendborg og Holmdrup og 2 km mellem Vindinge og Nyborg.
- Fra Svendborg til Holmdrup Huse
- Kærlighedsstien i Skårup
- Jernbanebro ved Langå (Nyborg Kommune)
- Vest for Fruens Alle i Hesselager
- Her lå Kogsbølle trnbræt
- Syd for Bynkel holdeplads
- Fra et sted sydøst for Vindinge til Nyborg
- Skinner i Nyborg som del af oliehavnssporet
- Oliehavnssporet krydser Dyrehavevej